# هواساکوچا
هواساکوچا (به اسپانیایی: Huasacocha) یک کوه در پرو است که در Peru, Cusco Region واقع شده‌است. هواساکوچا ۵٬۴۰۰ متر بالاتر از سطح دریا واقع شده‌است.